# Vitvattnet (Bjurholms socken, Ångermanland)
Vitvattnet är en sjö i Bjurholms kommun i Ångermanland och ingår i Hörnåns huvudavrinningsområde. Sjön har en area på 0,255 kvadratkilometer och ligger 202,2 meter över havet.

## Delavrinningsområde
Vitvattnet ingår i det delavrinningsområde (709289-167519) som SMHI kallar för Mynnar i Armsjöbäcken. Medelhöjden är 237 meter över havet och ytan är 8,86 kvadratkilometer. Det finns inga avrinningsområden uppströms utan avrinningsområdet är högsta punkten. Vattendraget som avvattnar avrinningsområdet har biflödesordning 3, vilket innebär att vattnet flödar genom totalt 3 vattendrag innan det når havet efter 58 kilometer. Avrinningsområdet består mestadels av skog (76 procent). Avrinningsområdet har 0,25 kvadratkilometer vattenytor vilket ger det en sjöprocent på 2,9 procent.